# Wonderland (Lied)
Wonderland (englisch für „Wunderland“) ist die zweite Single der deutsch-spanisch-niederländischen Popgruppe Passion Fruit aus deren im Jahr 2000 erschienenen Debütalbum Spanglish Love Affairs. Musik und Text stammen von Mark Nissen, Hartmut Krech und Antonio Berardi, die auch als Produzenten beteiligt waren.

## Inhalt
Wonderland handelt von Träumen und Sehnsüchten. Der Liedtext zu Wonderland ist in englischer Sprache und teils spanischer Sprache verfasst. Der Titel bedeutet ins Deutsche übersetzt „Wunderland“.
| „Dubidubidam, a trip to wonderland Dubidubidam, I would stay but I can’t Dubidubidam, I open up my eyes I know it’s just a dream It’s not that what it seems“ – Refrain, Originalauszug | „Dubidubidam, eine Reise zum Wunderland Dubidubidam, ich würde bleiben, aber ich kann nicht Dubidubidam, ich öffne meine Augen Ich weiß, es ist nur ein Traum Es ist nicht so, wie es scheint“ – Refrain, Übersetzung |

## Titelliste der Single
Maxi-Single
1. Wonderland (Radio Mix) – 3:33
2. Wonderland (Liquid Radio Mix) – 3:48
3. Wonderland (Extended Edit) – 4:46
4. Wonderland (Spanglish Radio Edit) – 3:34
5. Wonderland (Liquid Extended Mix) – 4:55
6. Wonderland (Munsta vs. Borax Clubmix) – 6:26

## Charts und Chartplatzierungen
| ChartsChartplatzierungen | Höchstplatzierung | Wochen |
| ------------------------ | ----------------- | ------ |
| Deutschland (GfK)        | 22 (13 Wo.)       | 13     |
| Österreich (Ö3)          | 11 (18 Wo.)       | 18     |
| Schweiz (IFPI)           | 69 (7 Wo.)        | 7      |